# 貯まる女
『貯まる女』（たまるおんな）は、テレビ東京系列で2000年1月12日から3月15日まで水曜日20時枠に放送されたテレビドラマである。

## キャスト
- 立花蘭子：森公美子
- 徳丸正道：山﨑努
- 水沢つぐみ：辺見えみり
- 木村健一：山田純大
- 神田弥太郎：北見敏之
- 立花信夫：山本学
- 宮内順子
- 鈴木砂羽
- 西田健
- 木下ほうか
- 近藤芳正
- 左右田一平
- 小日向文世
- まいど豊
- 花原照子
- 春田純一
- 久保晶
- 渡辺憲吉

## 主題歌
- 「Doors」川村結花

## スタッフ
- 脚本：野依美幸
- 演出：福本義人、佐藤祐市、高橋伸之
- プロデュース：都築博、高橋萬彦
- 音楽：勝又隆一
- 製作：テレビ東京、共同テレビ

## サブタイトル
1. スタートスペシャル　遺産相続の落し穴&裏技…超ビッグな女性税理士vs悪徳不動産屋vsセクシー悪魔…愛とカネの闘いが始まる
2. 借金に負けない方法 税理士の(秘)裏金対策
3. ここが違う!バレる脱税、バレない脱税
4. 新たなる裏切り!アイツが襲われる!
5. 暴かれる妹の正体!悲しむ子供たち、姉は涙の決断
6. ママ助けて!憎しみの放火
7. 妹が風俗へ!?宿敵・悪徳実業家に新たな魔の手が!私が見た父と実業家の悲しい秘密
8. 3億円の甘い誘惑に家庭崩壊!?　危険な勝負!私を襲う巨悪にアイツは命を賭ける…
9. アンタが母さんを殺した!現金1億円発見、ついに脱税の証拠を掴んだ!
10. さらば愛する人!最後の大勝負、突然の死…全ての謎が明かされる涙の最終回

## 放映ネット局
- TX テレビ東京（制作局）
- TVh テレビ北海道
- TVA テレビ愛知
- TVO テレビ大阪
- TSC テレビせとうち
- TVQ TXN九州（現:TVQ九州放送）